# أحمد العطوي (لاعب كرة قدم مواليد 1998)
أحمد محمد العطوي لاعب كرة قدم سعودي ، يلعب كحارس مرمى في نادي الوطني.

## مسيرة اللاعب
لعب في نادي الصقور ونادي الثقبة ونادي التضامن ونادي شباب طيبة ونادي الوطني.